# Rachel Zegler
Rachel Anne Zegler (ur. 3 maja 2001 w Hackensack) – amerykańska aktorka i piosenkarka.

## Życiorys
Rachel Zegler urodziła się 3 maja 2001 roku w miejscowości Hackensack, jako drugie dziecko Giny i Craiga Zeglerów. Ma starszą siostrę imieniem Jaqueline. Jej pełne imię brzmi Rachel Anne Zegler  i została nazwana na cześć Rachel Green, postaci z serialu Przyjaciele. Matka Rachel ma pochodzenie kolumbijskie; babcia aktorki opuściła Barranquilla w latach 60. XX wieku. Ojciec Rachel ma natomiast pochodzenie polskie.
Rachel wychowywała się w miejscowości Clifton. Jak sama mówi, w dzieciństwie spotykała się z dyskryminacją rasową w mediach społecznościowych ze względu na swoje mieszane pochodzenie etniczne.

## Życie prywatne
Rachel Zegler i aktor Josh Andres Rivera potwierdzili w styczniu 2019 roku, że się spotykają. Obydwoje pracowali na planie filmu West Side Story, a później przy filmie Igrzyska śmierci: Ballada ptaków i węży.
Zegler uważa Barbrę Streisand za jedną ze swoich głównych inspiracji.

## Kontrowersje
W trakcie prac przy filmie West Side Story zarzucano jej, że jej imię nie jest latynoskie i tym samym nie pasuje do roli Maríi, która w filmie ma pochodzenie portorykańskie. Rolę w tym filmie dostała bowiem za swój talent aktorski, a nie wygląd.
W 2023 roku, gdy Zegler promowała film Shazam! Gniew bogów, aktorka wyznała, że gra w filmach również z powodów finansowych. Zegler szczerze odpowiedziała, że wystąpiła w filmie, ponieważ potrzebowała pracy. Aktorkę okrzyknięto największą niewdzięcznicą Hollywood.
W momencie, gdy dystrybucja The Walt Disney Company ogłosiła, że w rolę Królewny Śnieżki wcieli się Rachel Zegler, fani byli oburzeni. Królewna Śnieżka miała bowiem bladą cerę, a Rachel ma ciemną karnację. Sytuacja się pogorszyła w momencie, gdy aktorka wyznała, że jej postać nie będzie przypominać tej z oryginalnego filmu, ponieważ zamiast czekać na pomoc księcia z bajki, skupi się na tym, jak być dobrą królową. Bajkowego księcia natomiast porównała do stalkera.

## Polityka
Rachel Zegler publicznie popiera Palestynę w konflikcie izraelsko-palestyńskim od 2021 roku. W październiku 2023 roku została członkinią Artists4Ceasefire i podpisała ich list wzywający Joego Bidena do ułatwienia zawieszenia broni w celu zakończenia bombardowania Strefy Gazy przez Izrael.

## Filmografia

### Filmy
| Rok  | Tytuł                                   | Tytuł oryginalny                                   | Rola                        | Źr.    |
| ---- | --------------------------------------- | -------------------------------------------------- | --------------------------- | ------ |
| 2021 | West Side Story                         | West Side Story                                    | María                       | [ 17 ] |
| 2023 | Shazam! Gniew bogów                     | Shazam! Fury of the Gods                           | Anthea / Anne, córka Atlasa | .      |
| 2023 | Igrzyska śmierci: Ballada ptaków i węży | The Hunger Games: The Ballad of Songbirds & Snakes | Lucy Gray Baird             | [ 19 ] |
| 2024 | Y2K                                     | Y2K                                                | Laura                       | [ 20 ] |
| 2024 | Zaklęci                                 | Spellbound                                         | Księżniczka Ellian          | [ 21 ] |
| 2025 | Śnieżka                                 | Snow White                                         | Śnieżka                     | [ 22 ] |

## Nagrody i nominacje
Za rolę w filmie West Side Story (2021) Stevena Spielberga otrzymała Złoty Glob dla najlepszej aktorki w filmie komediowym lub musicalu.